# Jeunesses populaires et sportives
Les « Jeunesses populaires et sportives » est un club français de cyclisme sur route, piste et cyclo-cross.

## Histoire
En 1933, Achille Joinard fonde et préside, avec Lucien Michard comme président honoraire, le club cycliste des Jeunesses populaires et sportives .

## Présidents
Achille Joinard, vice-présidents  Marcel Verly et le docteur Durin, René Chamberot comme commissaire, Jean Laisné comme secrétaire, Maurice Saux comme trésorier et Paul Wuyard

## Coureurs
- José Beyaert
- Serge Blusson[1]
- Germain Combrisson
- Gilles Driesen
- Jean Johanesson
- Charles Joly
- Jacques Lohmüller[1]
- Charles Notari[1]
- Raymond Siccoli